# Конецпольский, Александр (1620—1659)
Князь Алекса́ндр Конецпо́льский (пол. Aleksander Koniecpolski; 1620, Подгорцы — 30 марта 1659, Подгорцы) — крупный польский магнат, хорунжий великий коронный Речи Посполитой (1641—1656), староста переяславский c 1637 года, чигиринский c 1643 года, проскуровский и корсуньский c 1643 года, долинский c 1648 года, каневский c 1651 года, воевода сандомирский (1656—1659).

## Биография
Из дворян; единственный сын великого гетмана коронного Станислава Конецпольского (1591—1646) от второго брака с Кристиной Любомирской. Получил образование в краковском лицее имени Бартоломея Новодворского. В 1635—1638, 1640—1643 гг. путешествовал по Италии, Франции и Бельгии. Служил в императорской армии в Германии и Голландии, за что германский император Фердинанд ІІІ Габсбург в 1637 году пожаловал ему титул князя Священной Римской империи. В 1641 году получил должность великого хорунжего коронного. В 1644 году под командованием своего отца, великого гетмана коронного Станислава Конецпольского, сражался против крымских татар в битве под Ахматовом, где командовал собственную хоругвью из 150 кавалеристов. Получил во владение староства переяславское, чигиринское, проскуровское, корсуньское, долинское и каневское.
В марте 1646 года после смерти своего отца Станислава Александр Конецпольский унаследовал его обширные земельные владения на Украине, среди них были замки Подгорцы и Броды в Львовской земле. В том же 1646 году в Бродах принимал у себя польского короля Владислава IV Вазу с супругой. В 1646 году Александр Конецпольский вместе со стражником великим коронным Самуилом Лащем, князем Иеремией-Михаилом Вишневецким и 4-тысячным войском совершил поход на татарские кочевья в низовьях Днепра, дошел до крепости Очаков, захватив пленных и добычу.
В 1646—1649 и в 1563 году избирался послом на сеймы от русского и сандомирского воеводств. В 1648 году подписал избрание (элекцию) на польский престол Яна II Казимира Вазы.
С 1648 году великий хорунжий коронный Александр Конецпольский принял активное участие в войнах с казацко-крестьянскими войсками под командованием запорожского гетмана Богдана Хмельницкого, который за молодость и неопытность прозвали его «дытына» (ребёнок).
Весной 1647 года чигиринский подстароста Данила Чаплинский, заместитель Александра Конецпольского, совершил наезд на хутор Субботово, принадлежавший чигиринскому сотнику Богдану Хмельницкому, и разграбил его. Данило Чаплинский похитил его женщину и приказал избить его сына. Сотник Богдан Хмельницкий попытался пожаловаться польскому королю, но он ничего не смог сделать с таким могущественным магнатом, как Александр Конецпольский. Богдан Хмельницкий был арестован польскими властями, но вскоре бежал из плена на Запорожье, где был избран гетманом и возглавил национально-освободительную войну на Украине против польско-шляхетского господства.
В июле 1648 года великий хорунжий коронный Александр Конецпольский, воевода сандомирский князь Владислав Доминик Заславский и великий подчаший коронный Николай Остророг были избраны на сейме коронными региментариями (временными главнокомандующими) польско-шляхетского ополчения в войне против Богдана Хмельницкого. В июле и сентябре 1648 года участвовал в битвах с казацко-крестьянскими войсками под Староконстантиновом и Пилявцами. В январе 1649 года присутствовал при коронации нового польского короля Яна Казимира Вазы. В том же 1649 году Александр Конецпольский, воевода сандомирский Анджей Фирлей и каштелян каменецкий Станислав Лянцкоронский были избраны на новом сейме коронными региментариями. Летом 1649 года Александр Конецпольский был одним из руководителей польского гарнизона в крепости Збаража, осажденной казацко-татарскими войсками Богдана Хмельницкого и крымского хана Ислам-Гирея. В июне-июле 1651 г. в битве под Берестечком командовал полком, затем участвовал в военном походе польской армии под командованием гетманов Николая Потоцкого и Мартына Калиновского вглубь Украины. В 1652 г. за свои военные заслуги получил от сейма во владение каменевское и струмиловское староства. В 1653—1654 гг. Александр Конецпольский участвовал в военных действиях польской армии на Украине.
В октябре 1655 года во время польско-шведской войны 1655—1660 гг. великий хорунжий коронный Александр Конецпольский во главе 5-тысячного польского войска перешел на службу к шведскому королю Карлу Х Густаву и участвовал в военных действиях против своих соотечественников. В феврале 1656 года Александр Конецпольский с польским войском изменил шведскому королю и перешел на сторону польского короля Яна Казимира Вазы. В мае 1656 года Александр Конецпольский был назначен воеводой сандомирским. В 1656—1657 гг. под командованием Стефана Чарнецкого и Ежи Себастьяна Любомирского успешено сражался со шведской армией. В 1658 году воевода сандомирский Александр Конецпольский во главе 3-тысячного польского корпуса блокировал поморские крепости Мальборк, Грудзендз, Бродницу и Штум, занятые шведскими гарнизонами. Из-за болезни Александр Конецпольский вынужден был сдать командование великому коронному хорунжему Яну Собескому. За свой собственный счет содержал гарнизоны в Бродах и Язловце. 30 марта 1659 года Александр Конецпольский скончался в своем замке Подгорцы.

## Семья
- Жена — женился на Иоанна Барбара Замойская (1626—1653) — дочь великого канцлера коронного Томаша Замойского и Катарины Острожской. Брак состоялся 9 ноября 1642 года
- Сын — Самуил Конецпольский (ум. 1661)
- Сын — Станислав Ян Конецпольский (ум. 1682) — великий обозный коронный (1676), воевода подольский (1679—1682) и каштелян краковский (1682).